# Undressed (programma televisivo)
Undressed è un programma televisivo italiano, trasmesso su Nove dall'autunno 2015 in seconda serata a partire dalle 23.00, con repliche la mattina, e dal 2021 su Discovery+.

## Format
In ogni puntata i due protagonisti, di qualunque orientamento sessuale e single, entrano in una stanza buia con al centro un letto illuminato e di fronte un grande schermo che trasmette immagini e video. L'obiettivo è di capire, in mezz'ora, se le due persone sono compatibili. Non appena arrivati i due si stringono la mano e poi parte il conteggio dei 30 minuti, a un certo punto devono prima spogliarsi a vicenda, poi mettersi sul letto per parlare e conoscersi, ed in seguito eseguire delle istruzioni e richieste che appaiono sullo schermo. Alla fine di ogni puntata i due dovranno scegliere se approfondire la loro conoscenza oppure lasciarsi, mediante la scelta di un "SI" o un "NO": se entrambi scelgono la risposta "SI" saranno lasciati soli, in ogni altro caso i due si rivestiranno e se ne andranno.
Dalla seconda stagione, venne aggiunta la scatola "SORPRESA!" (costituita o da una maglia con doppio collo per rappresentare l'unione dei corpi, o da una serie di costumi da bagno o intimo come perizomi o tanga leopardati con la quale alla fine bisogna farsi fare un massaggio), la sfida del cono gelato da mangiare insieme in un minuto, ed inoltre entrambi i protagonisti, in caso di indecisione o di decisione affrettata, possono avere la facoltà di scegliere nuovamente. In alcune puntate una terza persona entra in gioco e a seconda delle "cavie" devono scegliere con chi continuare l'esperimento.

## Esportazione del format
Il format è stato venduto in molti paesi, tanto che NOVE ha trasmesso anche la versione britannica e quella spagnola (entrambe prodotte da canali sempre di proprietà di Discovery).
| Paese       | Nome                             | Canale       | Data debutto      | Data chiusura  |
| ----------- | -------------------------------- | ------------ | ----------------- | -------------- |
| Regno Unito | Undressed                        | TLC          | 15 luglio 2016    | in corso       |
| Francia     | Undressed                        | NRJ 12       | 12 luglio 2017    | 20 luglio 2017 |
| Australia   | Undressed                        | SBS          | 18 settembre 2017 | in corso       |
| Polonia     | Undressed Polska: Randka w łóżku | TLC Polska   | 16 agosto 2016    | in corso       |
| Spagna      | Desnúdame                        | DKiss España | 12 settembre 2016 | in corso       |
| Germania    | UNdressed: Das Date im Bett      | RTL II       | 2 ottobre 2017    | in corso       |